# Русь-Мала
Русь-Мала (пол. Ruś Mała, нім. Klein Reußen) — село в Польщі, у гміні Оструда Острудського повіту Вармінсько-Мазурського воєводства.
Населення — 56 осіб (2011).
У 1975-1998 роках село належало до Ольштинського воєводства.

## Демографія
Демографічна структура станом на 31 березня 2011 року:
|          | Загалом | Допрацездатний вік | Працездатний вік | Постпрацездатний вік |
| -------- | ------- | ------------------ | ---------------- | -------------------- |
| Чоловіки | 31      | 9                  | 21               | 1                    |
| Жінки    | 25      | 5                  | 18               | 2                    |
| Разом    | 56      | 14                 | 39               | 3                    |